# 백용환
백용환(白勇煥, 1989년 3월 20일 ~ )은 전 KBO 리그 한화 이글스의 포수, 내야수, 지명타자이자, 현 KBO 리그 롯데 자이언츠의 2군 배터리코치이다.

## 선수 시절

### KIA 타이거즈시절
장충고등학교를 졸업하고 2008년에 2차 5라운드 지명을 받아 입단하였다.

### 경찰 야구단시절
2011년에 입단해 군 복무를 마쳤다.

### KIA 타이거즈복귀
당시 팀의 주전 포수였던 김상훈이 잦은 부상으로 인해 2014년 시즌 중 은퇴하며 팀의 포수가 취약하다는 문제가 제기됐다. 당시 같은 팀이었던 이성우, 차일목은 한계가 보였고, 그와 이홍구는 한 시즌을 제대로 소화한 경험이 없었기 때문이었다. 하지만 2015년 시즌 전에는 베테랑 포수인 이성우, 차일목 위주로 포수를 맡겼다. 하지만 그들이 부진한 모습을 보여 그를 콜업했다. 2015년에 장충고 1년 후배인 이홍구가 12홈런, 그가 10홈런을 기록해 팀 역대 최초 포수 동반 두 자릿수 홈런을 달성했다.

### 한화 이글스시절
2021년 7월 3일 당시 한화 이글스 소속이었던 강경학과 1:1 트레이드를 통해 이적하였다.

## 야구선수 은퇴 후
2023년부터 롯데 자이언츠의 2군 배터리코치로 활동한다.

## 출신 학교
- 서울영중초등학교
- 양천중학교
- 장충고등학교

## 통산 기록
| 연도 | 팀명   | 타율  | 경기 | 타수 | 득점 | 안타 | 2루타 | 3루타 | 홈런 | 루타 | 타점 | 도루 | 도실 | 볼넷 | 사구 | 삼진 | 병살 | 실책 |
| ---- | ------ | ----- | ---- | ---- | ---- | ---- | ----- | ----- | ---- | ---- | ---- | ---- | ---- | ---- | ---- | ---- | ---- | ---- |
| 2013 | KIA    | 0.173 | 26   | 52   | 4    | 9    | 4     | 0     | 0    | 13   | 3    | 0    | 0    | 6    | 0    | 16   | 3    | 1    |
| 2014 | KIA    | 0.177 | 47   | 79   | 8    | 14   | 2     | 0     | 4    | 28   | 10   | 0    | 0    | 5    | 0    | 28   | 1    | 2    |
| 2015 | KIA    | 0.234 | 65   | 154  | 22   | 36   | 6     | 0     | 10   | 72   | 30   | 3    | 1    | 19   | 1    | 47   | 5    | 3    |
| 2016 | KIA    | 0.195 | 80   | 174  | 12   | 34   | 7     | 0     | 4    | 53   | 15   | 2    | 1    | 19   | 1    | 52   | 6    | 6    |
| 2017 | KIA    | 0.176 | 15   | 17   | 2    | 3    | 0     | 0     | 0    | 3    | 1    | 0    | 0    | 3    | 0    | 3    | 2    | 0    |
| 2018 | KIA    | 0.277 | 34   | 47   | 7    | 13   | 1     | 0     | 0    | 14   | 4    | 0    | 1    | 9    | 0    | 15   | 3    | 2    |
| 2019 | KIA    | 0.234 | 28   | 47   | 3    | 11   | 2     | 0     | 2    | 19   | 6    | 0    | 0    | 3    | 1    | 14   | 0    | 2    |
| 2020 | KIA    | 0.220 | 52   | 91   | 12   | 20   | 4     | 0     | 5    | 39   | 10   | 0    | 0    | 15   | 0    | 29   | 2    | 3    |
| 2021 | 한화   | 0.140 | 39   | 86   | 10   | 12   | 1     | 0     | 4    | 25   | 4    | 0    | 0    | 11   | 3    | 26   | 4    | 1    |
| 2022 | 한화   | 0.200 | 4    | 5    | 1    | 1    | 1     | 0     | 0    | 2    | 0    | 0    | 0    | 0    | 0    | 1    | 0    | 0    |
| 통산 | 10시즌 | 0.203 | 390  | 752  | 81   | 153  | 28    | 0     | 29   | 268  | 83   | 5    | 3    | 90   | 6    | 231  | 26   | 20   |